# Reconstruction Finance Corporation
A Reconstruction Finance Corporation foi uma empresa governamental administrada pelo Governo Federal dos Estados Unidos entre 1932 e 1957 que forneceu apoio financeiro aos governos estaduais e locais e fez empréstimos a bancos, ferrovias, associações de hipotecas e outras empresas. O objetivo era aumentar a confiança do país e ajudar os bancos a retomar as funções diárias após o início da Grande Depressão. A RFC tornou-se mais proeminente sob o New Deal e continuou a operar durante a Segunda Guerra Mundial. Foi dissolvido em 1957, quando o governo federal dos Estados Unidos concluiu que não precisava mais estimular os empréstimos.
A RFC era uma agência independente do Governo Federal dos Estados Unidos e totalmente detida e operada pelo governo. A ideia foi sugerida por Eugene Meyer, do Conselho de Governadores do Federal Reserve, recomendado pelo presidente Hoover e estabelecido pelo Congresso em 1932. Foi modelado após a War Finance Corporation dos Estados Unidos da Primeira Guerra Mundial. No total, doou US$ 2 bilhões na ajuda aos governos estaduais e locais e concedeu muitos empréstimos, quase todos reembolsados.
A agência desempenhou um papel importante na recapitalização dos bancos na década de 1930 e foi eficaz na redução de falências bancárias e no estímulo aos empréstimos bancários. Também ajudou a estabelecer programas de socorro que foram assumidos pelo New Deal em 1933.